# Виола да гамба
Виола да гамба (итал. viola da gamba — ножная виола) — старинный струнный смычковый музыкальный инструмент семейства виол, близкий по размеру и диапазону современной виолончели. На виоле да гамба играли сидя, держа инструмент между ног или положив боком на бедро, — отсюда название.
Из всего виольного семейства виола да гамба дольше всех инструментов сохраняла своё значение: для неё написаны многие произведения важнейших авторов середины XVIII века. Однако уже в конце столетия эти партии исполнялись на виолончели. Гёте назвал Карла Фридриха Абеля последним виртуозом на гамбе. В начале XX века исполнители-аутентисты возродили виолу да гамба: первым гамбистом нового времени стал Кристиан Дёберайнер, дебютировавший в этом качестве в 1905 г. исполнением сонаты Абеля.

## Известные исполнители
- Витторио Гиельми
- Паоло Пандольфо
- Хилле Перл
- Жорди Саваль
- Амели Шеман
- Волков, Владимир Александрович